# Ридин
Рѝдин (на английски: Ruthin; на уелски: Rhuthun) е град в Северен Уелс, графство Денбишър. Разположен е около река Клуид в долината Вейл ъф Клуид на около 20 km южно от град Рил. Главен административен център на графство Денбишър. Архитектурна забележителност на града е замъка Ридин Касъл, построен през 13 век, днес преустроен в луксозен хотел. Имал е жп гара от 1863 до 1963 г. Населението му е 5218 жители според данни от преброяването през 2001 г.

## Личности
Родени
- Том Прайс (1949-1977), автомобилен състезател

## Побратимени градове
- Бриек, Франция